# Neritina oweniana
Neritina oweniana é uma espécie de gastrópode  da família Neritidae.
Pode ser encontrada nos seguintes países: Angola, Camarões, Costa do Marfim, Guiné Equatorial, Gabão, Gana, Libéria e Nigéria.
Os seus habitats naturais são: rios.